# Junggye (Metro de Seúl)
Junggye Station ies una estación de la Línea 7 del Metro de Seúl. Su nombre proviene de Junggye-dong, donde se encuentra, y significa "en medio de Hancheon".
Se encuentra en Junggye-dong, Nowon-gu.